# Expédition allemande au Nanga Parbat de 1934
Pour les articles homonymes, voir Expédition allemande au Tibet.

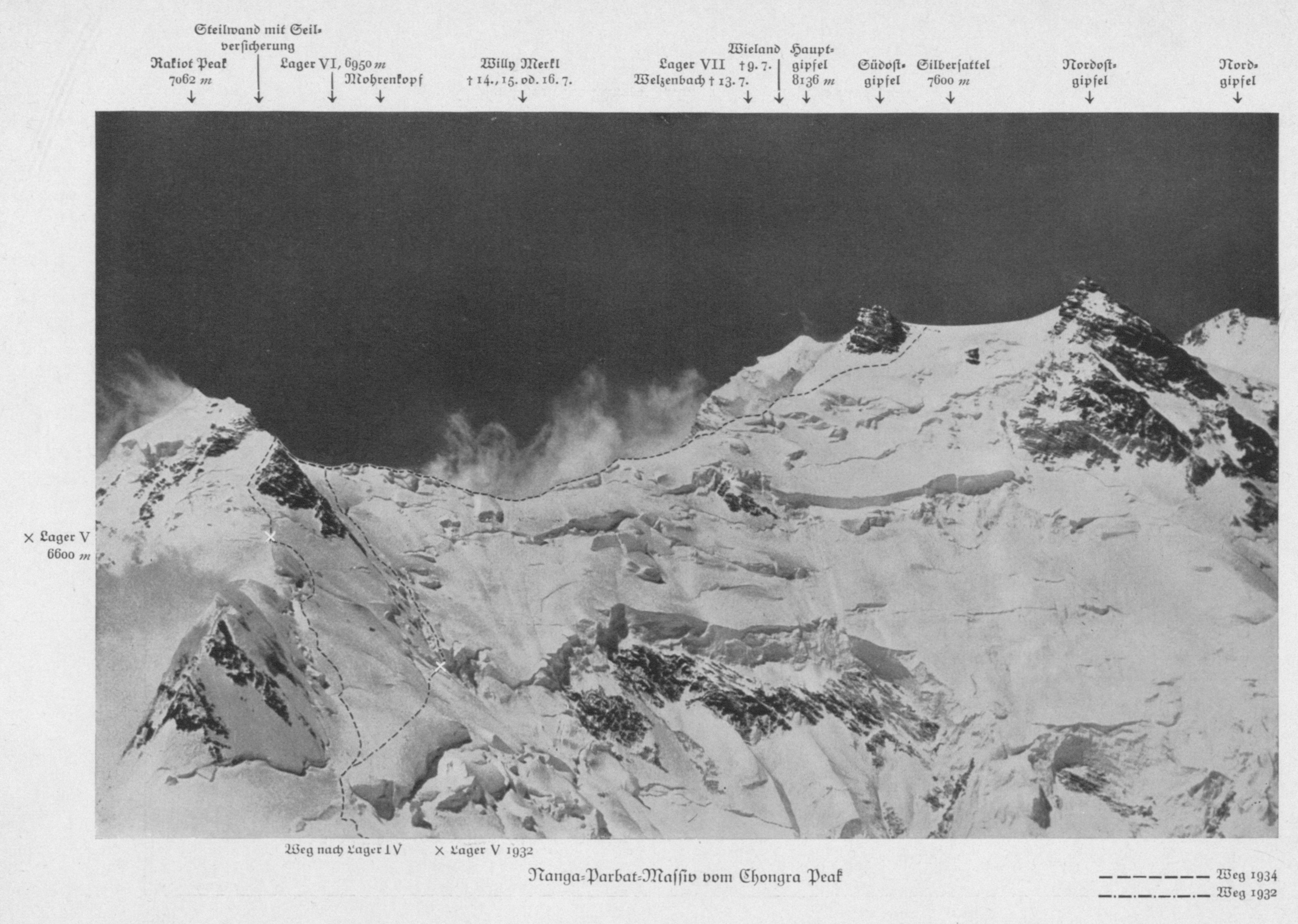
Itinéraire final de l'expédition.

L’expédition allemande au Nanga Parbat de 1934 est une expédition alpine allemande dont l'objectif était l'ascension du neuvième plus haut sommet du monde, le Nanga Parbat (8 125 m), situé alors dans le Raj britannique (Pakistan actuel). Elle se termine tragiquement par la mort de 9 alpinistes dans ce qui est, à l'époque, la pire tragédie de l'histoire de l'alpinisme.
En 1934, Willy Merkl conduit au Nanga Parbat une expédition allemande bien financée, qui bénéficie du soutien du gouvernement de l'Allemagne nazie. Au début de l'expédition, Alfred Drexel décède, probablement d'un œdème aigu du poumon dû à l'altitude. Les alpinistes tyroliens Peter Aschenbrenner et Erwin Schneider atteignent une altitude estimée de 7 895 mètres le 6 juillet, mais ils sont contraints de renoncer à l'ascension finale en raison d'une dégradation des conditions météorologiques. Le 7 juillet, les deux hommes et les 14 autres membres du groupe sont bloqués par une violente tempête à 7 480 m. Pendant une tentative de descente désespérée, trois alpinistes allemands, Uli Wieland, Willo Welzenbach et Merkl, ainsi que six Sherpas meurent d'épuisement, d'exposition[précision nécessaire] et du mal aigu des montagnes, les autres souffrent de graves gelures. Le dernier survivant à rejoindre le camp de base, Ang Tshering, passe sept jours à lutter contre les éléments. Ce désastre, « pour longue agonie pure [des membres de l'expédition], n'a pas d'équivalent dans les annales de l'escalade. » Après cette expédition meurtrière, le Nanga Parbat est rebaptisé « la montagne du destin allemand » (Schicksalsberg der Deutschen) par la presse de propagande nazie.

## Littérature
Jonathan Neale fait paraître un ouvrage à propos de la saison d'escalade 1934 sur le Nanga Parbat intitulé Tigers of the Snow (en français : Tigres de la neige), dans lequel il interroge de vieux Sherpas ayant pris part à l'expédition, parmi lesquels Ang Tsering. Le livre tente d'analyser les raisons de l'échec de l'expédition, et de faire une comparaison avec l'alpinisme du début du XXe siècle, il analyse l'arrière-plan de la politique allemande dans les années 1930 et décrit les difficultés de la vie dans les vallées Sherpas.

### Sources et bibliographie
- (en) Jonathan Neale, Tigers of the Snow : How One Fateful Climb Made The Sherpas Mountaineering Legends, St Martin's Press, 2002, 336 p. (ISBN 0-312-26623-5)
- (en) Kenneth Mason, Abode of Snow : A History of Himilayan Exploration and Mountaineering From Earliest Times to the Ascent of Everest, Diadem Books, 1987 (1re éd. 1955, Rupert Hart-Davis), 365 p. (ISBN 978-0-906371-91-6)
- (en) Joe Simpson, Dark Shadows Falling, Londres, Jonathan Cape, 1997, 207 p. (ISBN 0-224-04368-4)